# Kẽm phosphat
Kẽm phosphat (công thức hóa học: Zn3(PO4)2) là một hợp chất vô cơ được sử dụng làm lớp phủ chống ăn mòn trên bề mặt kim loại hoặc là một phần của quá trình mạ điện hoặc được sử dụng như một chất nhuộm màu sơn lót. Năm 2006, nó đã trở thành chất ức chế ăn mòn được sử dụng phổ biến nhất.

## Cấu trúc
Các dạng tự nhiên của kẽm phosphat bao gồm các khoáng vật hopeit và parahopeit, Zn3(PO4)2·4H2O. Khoáng chất tương tự là tarbuttit, Zn2PO4OH – chứa muối kiềm của kẽm phosphat. Cả hai đều được biết đến từ các vùng oxy hóa của các lớp quặng Zn và được hình thành qua quá trình oxy hóa sphalerit bởi sự có mặt của các dung dịch giàu phosphat. Dạng khan chưa được tìm thấy trong tự nhiên.

## Ứng dụng và điều chế
Kẽm phosphat được hình thành từ xi măng kẽm phosphat và được sử dụng trong nha khoa. Kẽm phosphat xi măng nha khoa là một trong những loại xi măng cũ nhất và được sử dụng rộng rãi và thường được dùng để tráng vĩnh viễn kim loại và zirconi(IV) oxit phục hồi và làm cơ sở cho phục hồi nha khoa. Xi măng kẽm phosphat được sử dụng để kết hợp các lớp lót, thân răng, cầu, dụng cụ chỉnh hình và đôi khi là phục hồi tạm thời.
Nó được điều chế bằng cách trộn bột kẽm oxit và magie oxit với một chất lỏng bao gồm axit photphoric, nước và dung dịch đệm.
{\displaystyle \mathrm {3\ ZnO+2\ H_{3}PO_{4}+H_{2}O\rightarrow Zn_{3}(PO_{4})_{2}\cdot 4\ H_{2}O} }
Ngoài ra có thể cho kẽm sunfat phản ứng với natri biphosphat:
{\displaystyle \mathrm {3\ ZnSO_{4}\cdot 7\ H_{2}O+2\ Na_{2}HPO_{4}\cdot 2\ H_{2}O} }{\displaystyle \mathrm {\rightarrow Zn_{3}(PO_{4})_{2}\cdot 4\ H_{2}O+2\ Na_{2}SO_{4}+H_{2}SO_{4}+21\ H_{2}O} }
Đây là loại xi măng tiêu chuẩn để đánh giá. Nó có lịch sử lâu nhất về sử dụng trong nha khoa. Nó vẫn thường được sử dụng; tuy nhiên, các loại xi măng ionomer cải tiến được thuận tiện hơn và mạnh mẽ hơn khi sử dụng trong môi trường nha khoa.

## Hợp chất khác
Zn3(PO4)2 còn tạo một số hợp chất với N2H4, như Zn3(PO4)2·3N2H4·3H2O là chất rắn màu trắng.
Zn3(PO4)2 có thể tác dụng với CO(NH2)2 ở 85 °C (185 °F; 358 K), tạo ra Zn3(PO4)2·4CO(NH2)2 là tinh thể màu trắng.